# Paratomapoderus sjoestedti
Paratomapoderus sjoestedti es una especie de coleóptero de la familia Attelabidae.

## Distribución geográfica
Habita en Mozambique y Tanzania.